# Szentendre
Szentendre (în sârbă Сентандреја, cu caractere latine Sentandreja; în germană Sankt Andrä) este un oraș situat în partea de nord a Ungariei, în județul Pesta, pe malul drept al Dunării. În urma migrației sârbești din timpul patriarhului Arsenie al III-lea (1674-1706) a devenit un centru al sârbilor din Ungaria, totodată sediul Episcopiei Ortodoxe de Buda.
În anul 2011 avea o populație de 24.267 de locuitori.

## Demografie
Componența etnică a orașului Szentendre
     Maghiari (93,79%)
     Germani (1,79%)
     Necunoscut (1,92%)
     Alții (2,5%)
Componența confesională a orașului Szentendre
     Romano-catolici (37,3%)
     Fără religie (19,59%)
     Reformați (10,29%)
     Atei (2,41%)
     Luterani (1,59%)
     Necunoscută (27,31%)
     Alte religii (3,81%)
Conform recensământului din 2011, orașul Szentendre avea 24.267 de locuitori. Din punct de vedere etnic, majoritatea locuitorilor (93,79%) erau maghiari, cu o minoritate de germani (1,79%). Apartenența etnică nu este cunoscută în cazul a 1,92% din locuitori. Nu există o confesiune majoritară absolut, locuitorii fiind romano-catolici (37,3%), persoane fără religie (19,59%), reformați (10,29%), atei (2,41%) și luterani (1,59%). Pentru 27,31% din locuitori nu este cunoscută apartenența confesională.

## Istoric
În epoca romană a existat aici un castru identificat drept Ulcisia Castra respectiv Castra Constantia. 

## Personalități născute aici
- Vichentie Ioanovici (1689 - 1737), episcop ortodox de Arad, apoi mitropolit de Carloviț;
- Jakov Ignjatović (1822 - 1889), scriitor;
- Pál Aranyossi (1887 - 1962), scriitor, jurnalist;
- Béni Ferenczy (1890 - 1967), artist plastic;
- Zoltan Bathory (n. 1978), chitarist maghiar-american.

## Galerie de imagini

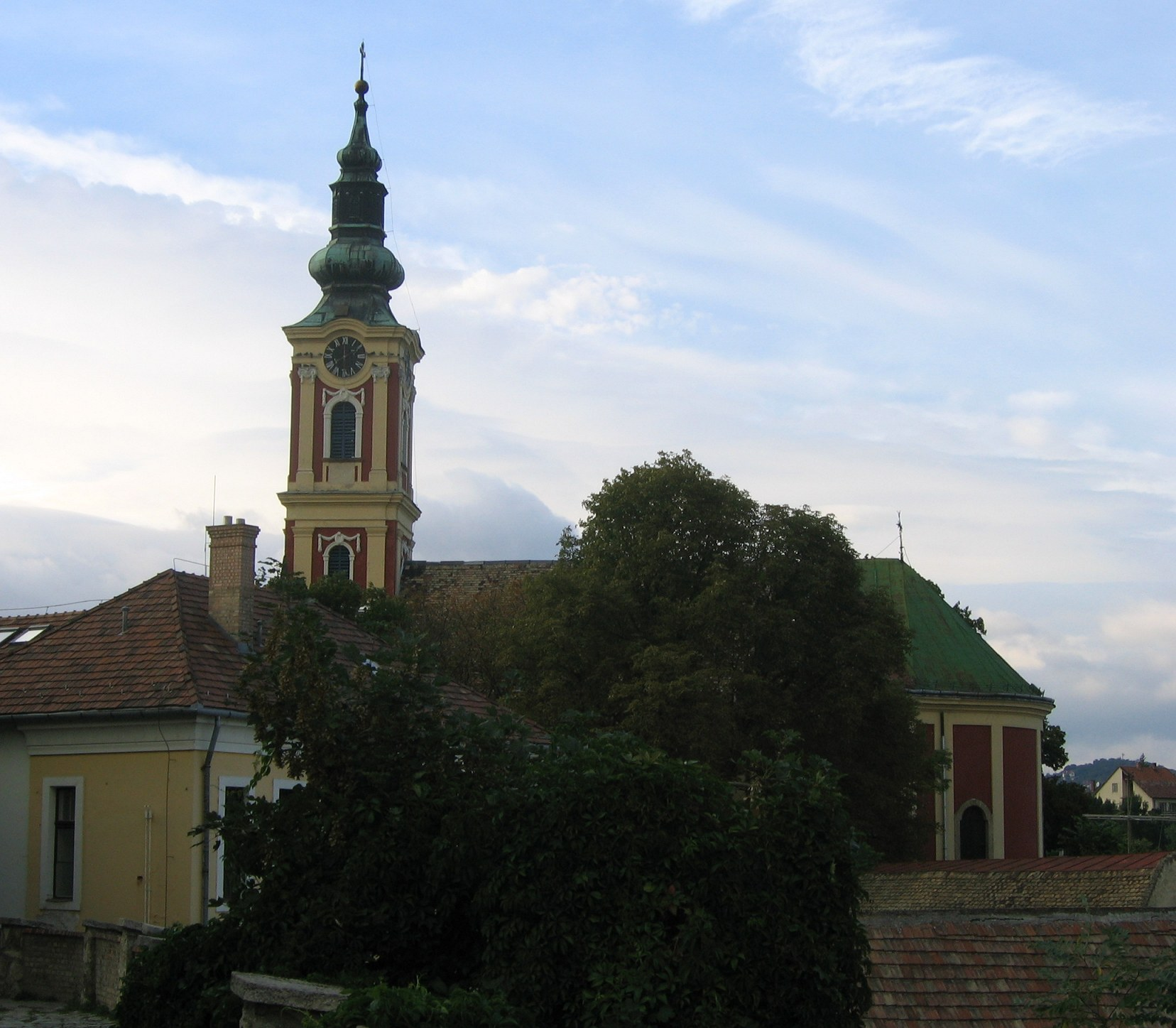
Catedrala Ortodoxă
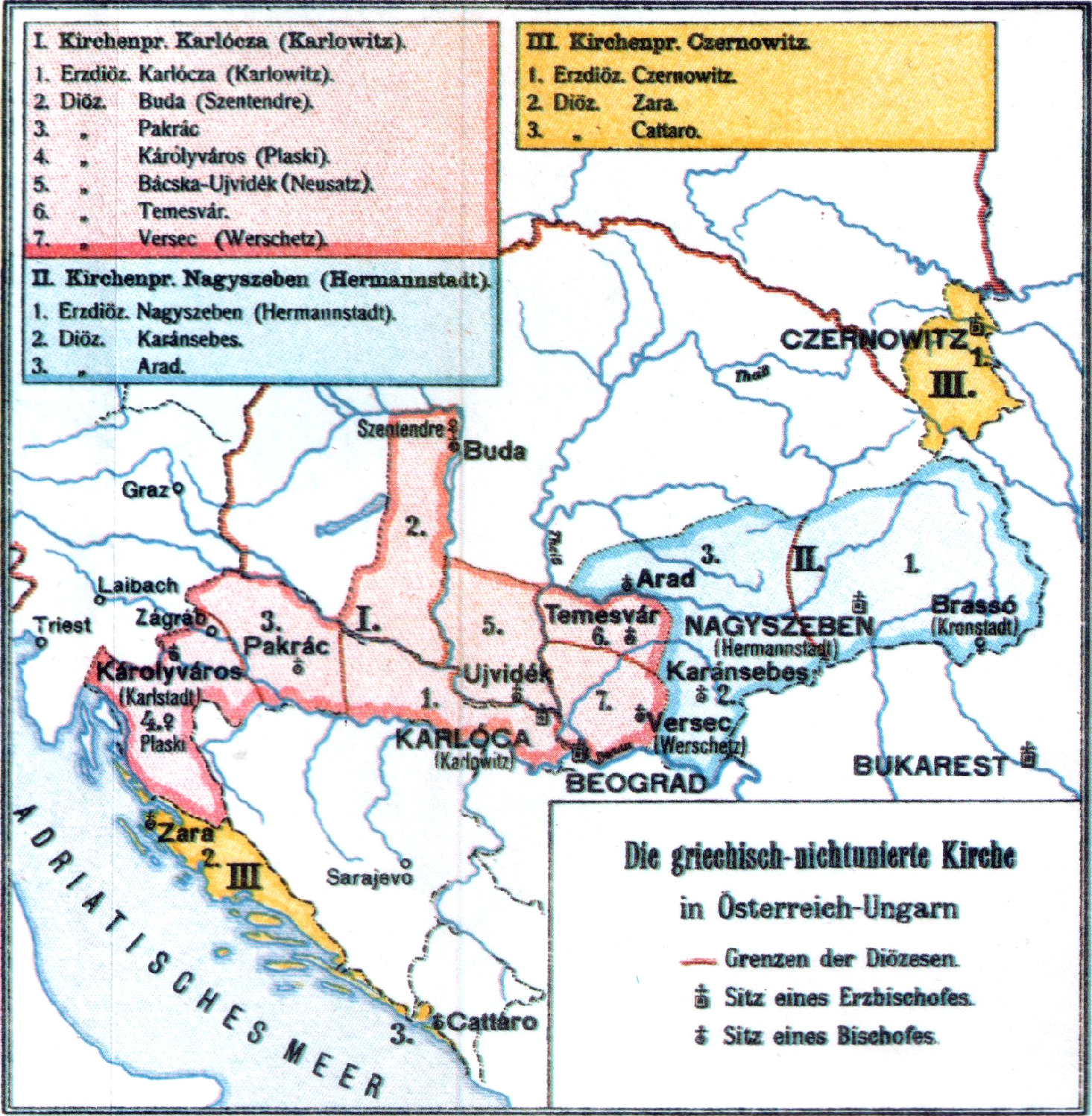
Întinderea Episcopiei Ortodoxe de Buda în anul 1909